# جوشوا دوبز
جوشوا دوبز (بالإنجليزية: Joshua Dobbs)‏ هو لاعب كرة قدم أمريكية أمريكي، ولد في 26 يناير 1995 في ألفاريتا في الولايات المتحدة.

## وصلات خارجية
- جوشوا دوبز على موقع مرجع كرة القدم المحترفة.كوم (الإنجليزية)
- جوشوا دوبز على موقع كلية كرة القدم في سبورتس رفرنس.كوم (الإنجليزية)